# 마크 워런

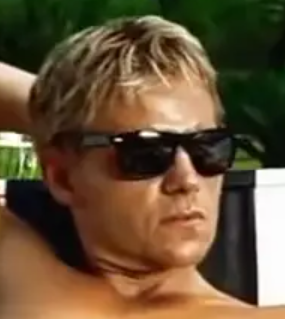

마크 워런(Marc Warren, 1967년 3월 20일 ~ )은 잉글랜드의 배우이다.

## 출연 작품

### 텔레비전
- 밴드 오브 브라더스 (2001)
- 스테이트 오브 플레이 (2003)
- 허슬 (2004-07, 2012)
- 벤허 (2010)
- 삼총사 (2015)

### 영화
- 송 포 어 래기 보이 (2003)
- 원티드 (2008)